# Gustavo Ávila
Gustavo Ávila (21 aprile 1981) è un ex calciatore panamense, di ruolo centrocampista.

## Caratteristiche tecniche
Trequartista, poteva essere schierato anche come ala destra.

## Carriera

### Nazionale
Ha debuttato in Nazionale il 25 maggio 2005, nell'amichevole Venezuela-Panama (1-1), subentrando a Ricardo Phillips al minuto 76. Ha partecipato, con la Nazionale, alla CONCACAF Gold Cup 2005. Ha collezionato in totale, con la maglia della Nazionale, 7 presenze.